# بحيرة أبايا
بحيرة أبايا (بالأمهرية: አባያ ሐይቅ) هي بحيرة تقع في ولاية إثيوبيا الجنوبية الإقليمية. تقع في الخسف الإثيوبي الرئيسي شرق جبال غوجي.
تقع بلدة أربا مينش على ساحلها الجنوبي الغربي، والضفاف الجنوبية هي جزء من منتزه نيشيسار الوطني. إلى الجنوب مباشرة توجد بحيرة تشامو. تحيط السافانا، المعروفة بالحياة البرية والطيور، بالبحيرة، والتي يصطادها أيضًا السكان المحليون. وفقًا لوزارة مصايد الأسماك وتربية الأحياء المائية الإثيوبية، يتم اصطياد 412 طنًا من الأسماك كل عام، وهو ما تقدره الوزارة بأنه 69٪ من كميتها المستدامة.
يبلغ طول بحيرة أبايا 60 كيلومترًا وعرضها 20 كيلومترًا، وتبلغ مساحتها 1162 كيلومترًا مربعًا. يوجد عدد من الجزر في هذه البحيرة، أكبرها جزيرة أرورو؛ وتشمل الجزر الأخرى جزيرة غيديتشو، وويليج، وجالماكا، وألكالي. البحيرة حمراء اللون بسبب الحمولة العالية من الرواسب المعلقة.
تتغذى البحيرة من ثلاثة أنهار متوسطة الحجم. أولها نهر بيلات الذي ينبع من المنحدرات الجنوبية لجبل غوراغ، ثم يتجه جنوبًا في الغالب ليصب في بحيرة أبايا عند شاطئها الشمالي. ثانيها نهر غيدابو، الذي ينبع من المنحدرات الغربية لجبال بيل، ثم يتجه جنوبًا أيضًا في الغالب ليصب في بحيرة أبايا عند طرفها الشمالي الشرقي بعد أن يمر بسهول فيضان غيدابو. ثالثها نهر غيلانا، الذي ينبع عند المنحدر الغربي لوادي الخسف شمال غرب مدينة بولي هورا. كما تنبع روافده أيضًا على المنحدرات الشرقية والشمالية لجبال أمارو. ثم يتدفق نهر غيلانا شمالًا عبر جرف جيلانا في المنتصف بين سلسلتي الجبال قبل أن يدخل مستنقعات بور ويصب أخيرًا على الجانب الشرقي في البحيرة.
التدفق الخارجي الوحيد للبحيرة هو من خلال الروافد السفلية لنهر كولفو مباشرة أسفل مروحة طميية على ارتفاع 1190 مترًا (عند 6.0109 درجة شمالاً 37.5854 درجة شرقًا). يعمل قاع النهر كمفيض في حالة ارتفاع مستويات البحيرة ويصرف المياه الزائدة في بحيرة تشامو. عادة، يتأرجح مستوى البحيرة إلى حد ما، في عام 2017 كان عند 1175 مترًا، 15 مترًا تحت مستوى الفائض. في السنوات الخمسين الماضية، تأرجح مستوى البحيرة بمقدار ±1.5 متر فقط حول قيمة متوسطة أقل بكثير من مستوى الفائض. وبالتالي، يتغير أقصى عمق للبحيرة قليلاً فقط من عام إلى آخر، في عام 2002 كان أقصى عمق للبحيرة 13.1 مترًا.
في عام 1896، غُيير اسم بحيرة أبايا إلى "بحيرة مارغريتا" نسبة إلى الملكة مارغريتا من سافوي، زوجة الملك هومبيرت الأول ملك إيطاليا، بواسطة المستكشف الإيطالي فيتوريو بوتيغو الذي كان أول من استكشف المنطقة. لا يزال اسم "بحيرة مارغريتا" (لاغو مارغريتا) مستخدمًا في إيطاليا.